# Vůz By ČSD
Vozy řady By, původně dodané jako Cai a Bai, byly řadou velkoprostorových osobních vozů určených výhradně pro vnitrostátní dopravu, zejména pro místní dopravu osobními vlaky. Pro Československé státní dráhy (ČSD) je vyrobila vagónka Tatra Smíchov. Z osobní dopravy byly vyřazeny v 90. letech. Pro svoje charakteristické široké nástupní plošiny s dvojitými dveřmi jsou známy pod názvem osmidveřák.

## Dodávky a přeznačování
Vozy byly vyrobeny ve dvou sériích. První série 548 vozů č. 4-3000 až 4-3547 byla vyrobena v letech 1952-1954, druhá série 522 vozů č. 4-3548 až 4-3599 a 4-3640 až 4-4109 následovala v letech 1955-1957. Vozy do čísla 4-3688 byly dodány s řadovým označením Cai, po zrušení 3. třídy v roce 1956 byly přeznačeny na Bai. Vozy od čísla 4-3689 již byly z výroby označeny řadou Bai.
Po zavedení 12místného čísla UIC v roce 1967 byly vozy 4-3000 až 4-3599 přečíslovány na 50 54 20-22 000 až 576, vozy 4-3640 až 4-4109 na 50 54 20-11 000 až 457, přičemž vyřazené vozy přečíslovány nebyly.
V roce 1983 bylo řadové označení změněno na By. Některé vozy měly později odebráno elektrické topení, takové pak byly označeny řadou Byz. V případě dodatečné instalace kamen na tuhá paliva se k označení přidalo -k (tak vznikly řady Bai-k, By-k a Byz-k).
Mimo výše uvedených 1070 vozů bylo v letech 1955-1957 vyrobeno ještě 8 vozů pro NHKG, šest z nich bylo v 60. letech předáno k ČSD a označeno 4-1426 až 4-1428, 4-1430 až 4-1432, po roce 1967 přeznačeno na 50 54 29-22 000 až 005.
V kartotéce KOV měly vozy v běžném provozu přiděleny kódy 274 (1. série) a 275 (2. série), vozy později vyčleněné pro vojenské účely měly kód 660. Historické vozy měly původně kódy 061 (1. série), 062 (2. série) a 063 (vůz s kamny), v roce 2013 byly všechny tři sjednoceny pod kód 045. Na vozech nebyly kódy fyzicky uváděny.

## Technický popis
Podvozek se jhy (pensylvánského typu) je svařovaný z lisovaných ocelových profilů. Podvozek má dvojité vypružení, primární vypružení tvoří čtyři dvojité šroubovité pružiny, sekundární vypružení je tvořeno osmi dvojitými listovými pružnicemi. Tlaková brzda je soustavy Knorr. Zdrže špalíkové brzdy působí z obou stran na všechna kola. Vozy 4-3548 až 4-3595 byly zkušebně vybaveny dvojčitými zdržemi (na jedno kolo působily celkem 4 zdrže).
Vozová skříň je ocelová, samonosné konstrukce. Jednotlivé části jsou přinýtovány a elektricky svařeny. Z vnější strany je obložena plechy. Nátěr skříně je zelený, střecha šedá. Prototypový vůz měl boční plechy protaženy dolů, kde tvořily zaoblené boční zástěry.
Vstupní dveře jsou dvojité, jednokřídlé, otevírají se směrem ven. Čelní (přechodové) dveře jsou jednokřídlé, dovnitř otevírané. Přechody měly zpočátku konzolové zábradlí a přechodové měchy, později byly nahrazeny přechodovými návalky.
Široké představky byly navrženy pro rychlou výměnu cestujících. Na jednom konci vozu je wc a umývárna, na druhém konci oddíl pro průvodčího a wc. Uprostřed vozu je oddíl pro cestující, který je rozdělen na dvě části s 32 a 40 místy k sezení.
Vnitřní část skříně je obložena dřevovláknitými deskami, které jsou u vozů první série natřeny, u vozů od č. 4-3548 tapetovány. Sedadla jsou pevná, provedení jako dvojsedadla s trubkovým rámem. Sedadla jsou čalouněna a potažena koženkou, do vozu č. 4-3140 červené barvy, počínaje vozem 4-3141 zelené barvy. Od vozu 4-3909 bylo upuštěno od prošívání sedáků a opěradel.
Okna jsou polospouštěcí, s kovovým rámem. Zpočátku bylo spouštění oken řešeno několika typy převodových mechanismů s kličkou, později byly nahrazeny více různými provedeními ovládání madlem s vyvažovačem. Okna jsou vybavena svinovacími roletami. Okna na wc a v oddílu průvodčího jsou pevná, u vozů první série s výklopnou horní částí, u vozů druhé série s mřížkovou ventilací. Oba velké oddíly jsou vybaveny celkem 9 stropními odsávacími větrači.
Topení je nízkotlaké parní a elektrické odporové. U vozů 1. série prochází hlavní parní potrubí pod vozem, u vozů 2. série (od č. 4-3548) je hlavní vedení rozvětveno v interiéru podél obou stěn, od č. 4-3755 podél jedné stěny. Samotná topná tělesa jsou u všech verzí umístěna v obou oddílech podél obou bočnic, na představcích, wc, umývárně a oddíle průvodčího. Původně byly vozy vybaveny automatickým řízením teploty v obou velkoprostorových oddílech pomocí termostatů a magnetických ventilů na parním topení, avšak toto zařízení se neosvědčilo a již v prvních letech provozu bylo odpojeno. Elektrické topení je pouze pro stejnosměrné napětí 3000 V. Je rozděleno na 2 větve, každá větev má 30 odporových topných vložek (500 W) zapojených do série. Každou větev lze ovládat samostatně. Ovládání má tři polohy (0 - 1/2 - 1), ovladač je umístěn v oddíle průvodčího a u vozů 2. série také v oddíle pro cestující na střední příčce nad dveřmi. Topné vložky jsou umístěny pod každým sedadlem a dále taktéž na představcích, wc, umývárně a oddíle průvodčího. Některé vozy 1. série byly dodány bez el. topení, to bylo dosazeno později.
Osvětlení je elektrické na stejnosměrné napětí 48 V. Zdrojem proudu je jedno dynamo o výkonu 2,25 kW umístěné na podvozku. Pohon dynama je řešen řemenem od nápravy. Dále je vůz vybaven dvěma alkalickými akumulátory o kapacitě 118 Ah. Svítidla jsou žárovková, umístěna nad sedadly. Původně byl vůz vybaven ještě modrými nočními svítidly (pro zatemnění) umístěnými nad střední uličkou, později byly většinou demontovány.

## Provoz
Díky svým vlastnostem a ve své době moderní konstrukci byly vozy zpočátku nasazovány do rychlíkové dopravy, vzhledem k tehdejšímu nedostatku rychlíkových vozů. Později byly přeřazeny do osobní dopravy, pro kterou byly původně určeny. Do několika vozů byla dosazena kamna na pevná paliva a vozy byly používány v provozu s motorovými vozy M262.0 a to až do poloviny 70. let. Řada vozů byla později vyčleněna pro vojenské přepravy, do těchto vozů byla také dosazena kamna. V roce 1996 bylo ve stavu ČD posledních 6 vozů.

## Fotografie

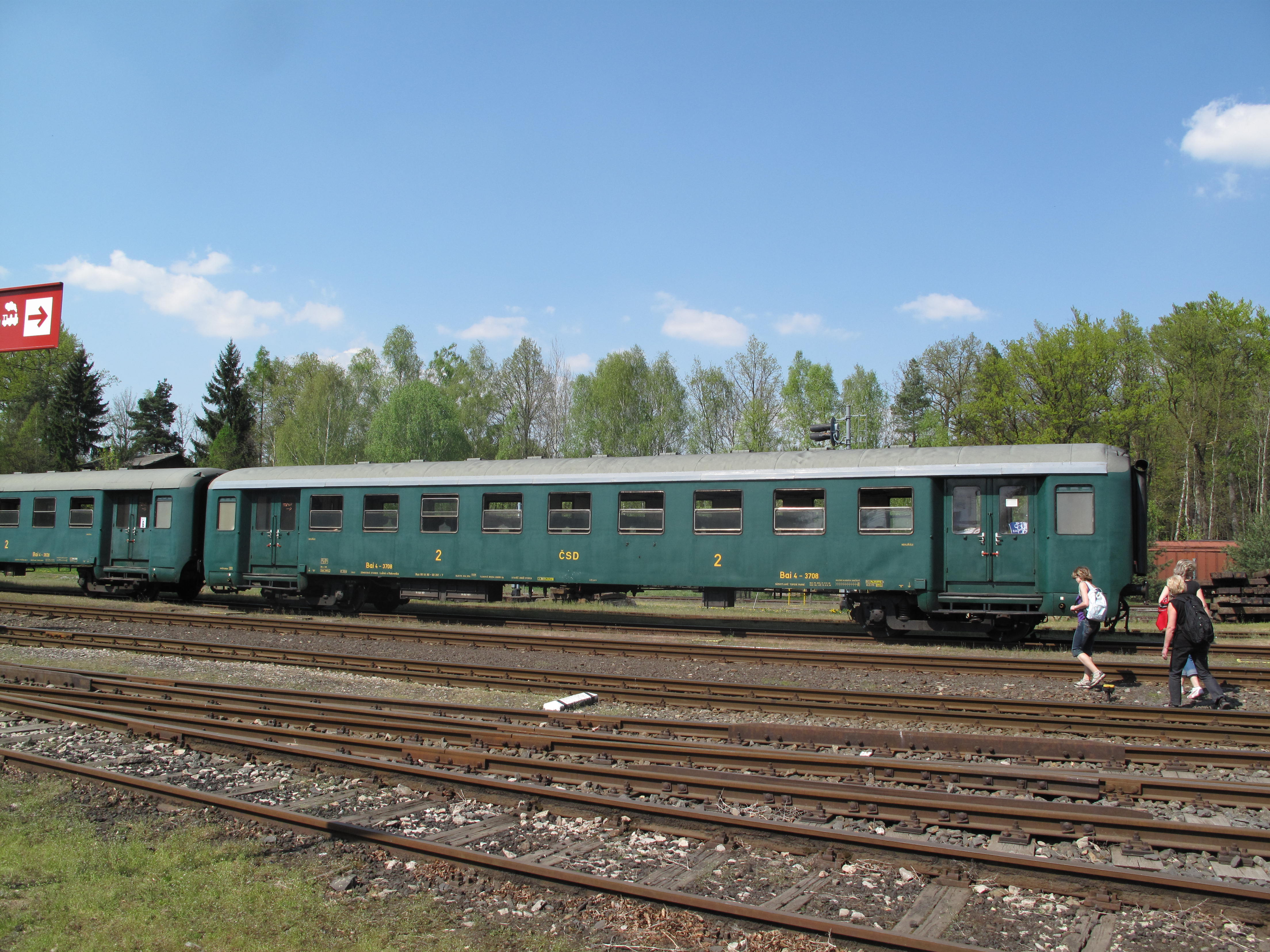
Historický vůz v Muzeu ČD v Lužné u Rakovníka.
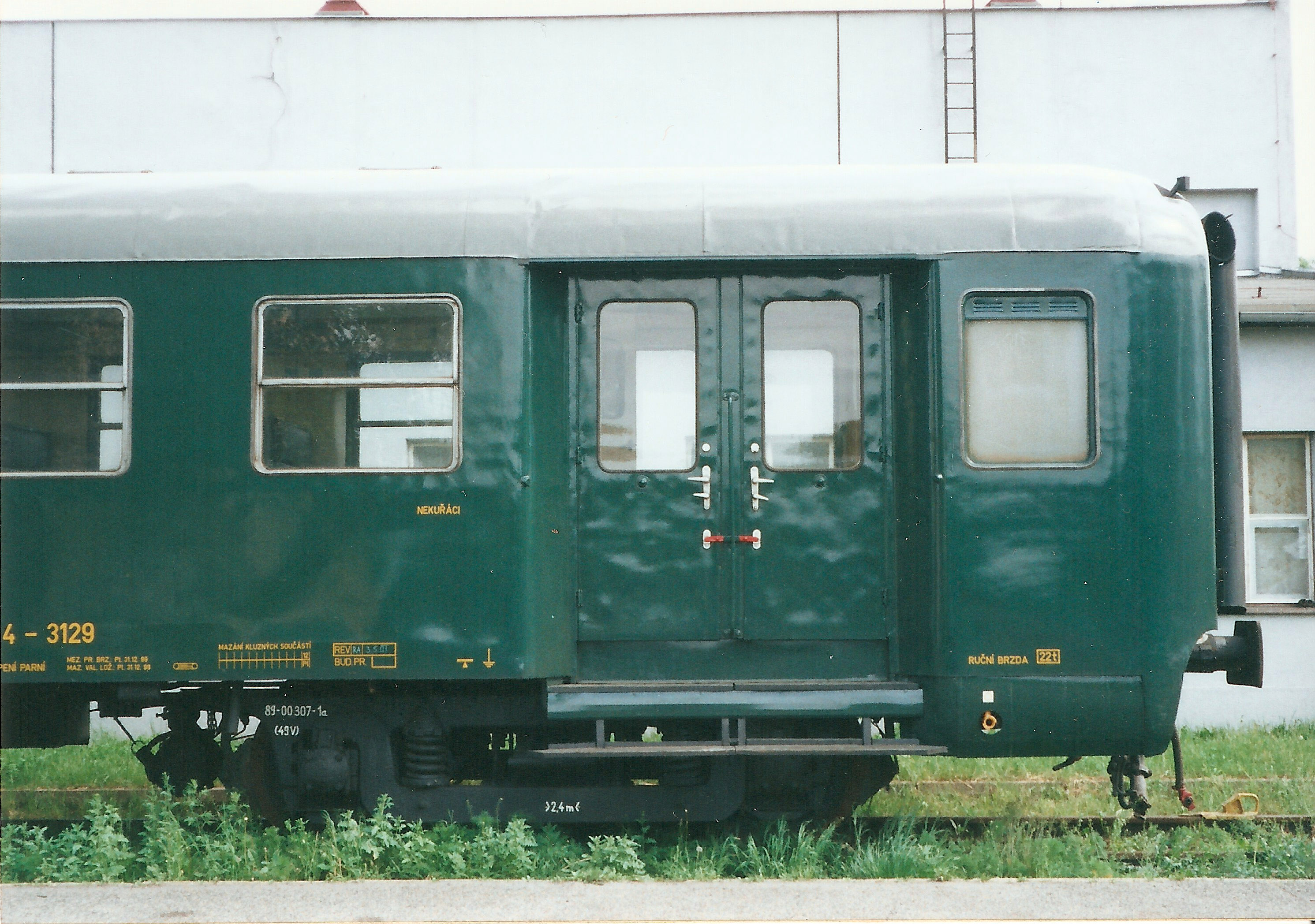
Charakteristické dvojité dveře a široké nástupní plošiny.
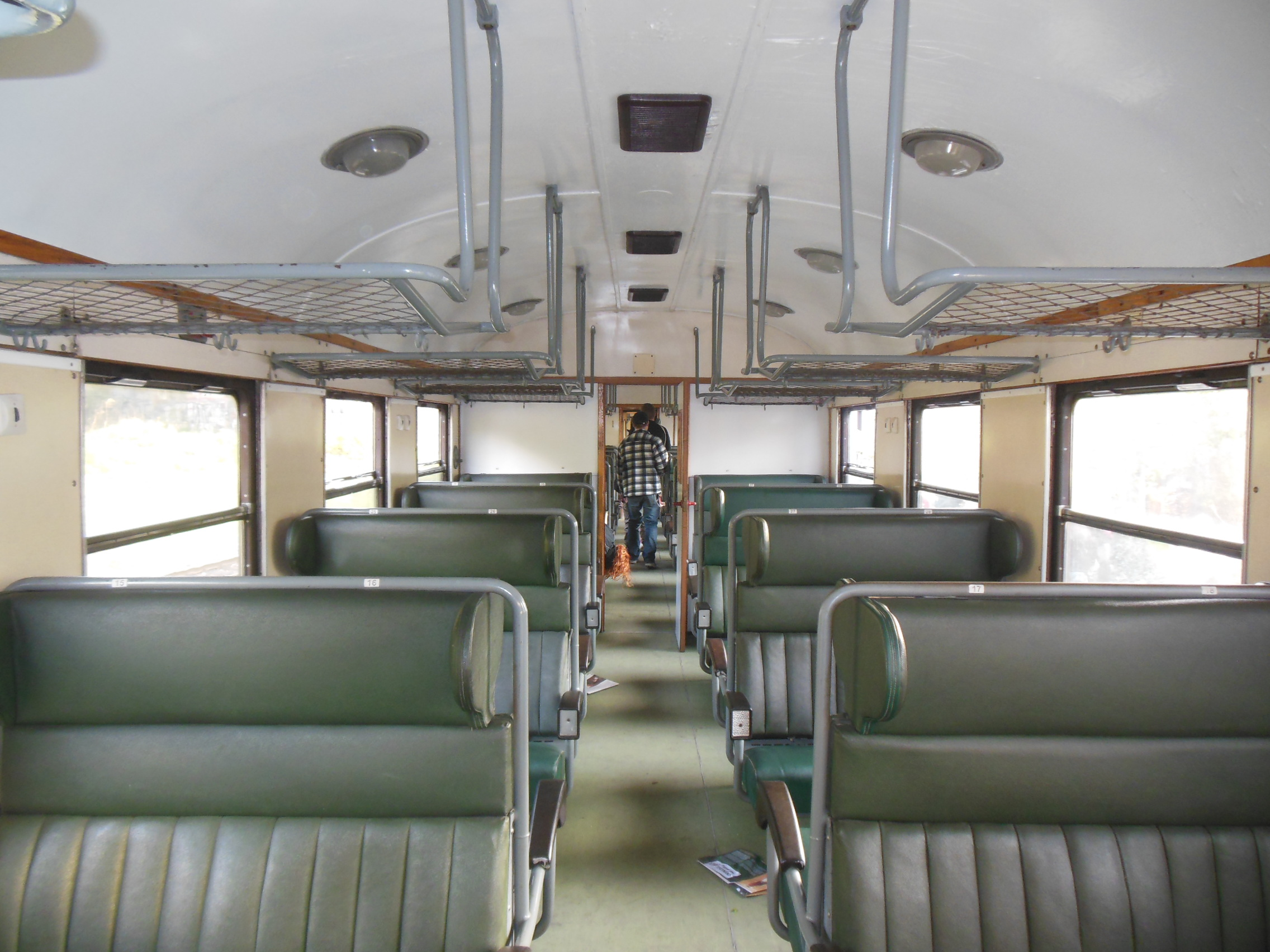
Interiér vozu.